# Evolución del sistema nervioso
La evolución del sistema nervioso se remonta al primer desarrollo de sistemas nerviosos en animales o metazoos. Las neuronas se desarrollaron como células especializadas en la señalización eléctrica en animales multicelulares, adaptando el mecanismo de los potenciales de acción ya presentes en eucariotas unicelulares y coloniales móviles. Sistemas primitivos, como los observados en protistas, empleaban señales químicas para el movimiento y la sensibilidad; los datos sugieren que estos fueron precursores de los tipos celulares neurales modernos y sus sinapsis.Cuando algunos animales adoptaron un estilo de vida móvil y comenzaron a ingerir partículas de alimento más grandes mediante digestión externa, desarrollaron epitelios con cilios, músculos contráctiles y neuronas coordinadoras y sensitivas en su capa externa.
Las redes nerviosas simples como las observadas en acelos (bilaterales basales) y cnidarios, se consideran la condición ancestral de los Planulozoa (bilaterales más cnidarios y posiblemente, placozos). Una red nerviosa más compleja con cordones nerviosos simples está presente en animales antiguos denominados ctenóforos,pero no se encuentran nervios ni sistemas nerviosos en otro grupo de animales antiguos como las esponjas (Porifera). Debido a la presencia común y similitud de ciertos genes neurales en estos animales antiguos y sus parientes protistas, la controversia sobre si los ctenóforos o las esponjas divergieron primero y el reciente descubrimiento de células "neuroides" especializadas en la coordinación de coanocitos digestivos en Spongilla, el origen de las neuronas en el árbol filogenético de la vida sigue siendo debatido.La cefalización y la evolución de cordones nerviosos (ventral y dorsal) ocurrieron múltiples veces de manera independiente en los bilaterales.

## Precursores neurales
Los potenciales de acción, esenciales para la actividad neural, evolucionaron en eucariotas unicelulares. Estos utilizan calcio en lugar de sodio, pero el mecanismo probablemente se adaptó para la señalización eléctrica neural en animales multicelulares. En algunos eucariotas coloniales, como Obelia, las señales eléctricas se propagan no solo a través de redes neurales, sino también por células epiteliales en el sistema digestivo compartido de la colonia.Varios filos no metazoos, incluidos coanoflagelados, filastereas y mesomicetozoos, presentan homólogos de proteínas sinápticas, como SNARE secretoras, Shank y Homer. En coanoflagelados y mesomicetozoos, estas proteínas se regulan al alza durante fases coloniales, lo que sugiere su importancia para la comunicación entre células.La historia de las ideas sobre el surgimiento de las neuronas y los primeros sistemas nerviosos en la evolución se aborda en un libro de 2015 de Michel Anctil.En 2022, se encontró que dos proteínas, SMIM20 y NUCB2, precursoras de los neuropéptidos phoenixin y nesfatin-1, tienen una profunda homología en todos los linajes que precedieron a criaturas con sistemas nerviosos centrales, incluidos bilaterales, cnidarios, ctenóforos, esponjas y coanoflagelados.

## Esponjas
Las esponjas carecen de células conectadas por uniones sinápticas, es decir, no tienen neuronas ni sistema nervioso, sin embargo, poseen homólogos de muchos genes clave en la función sináptica. Estudios recientes muestran que las células de las esponjas expresan un grupo de proteínas que se agrupan para formar una estructura similar a una densidad postsináptica (la parte receptora de una sinapsis),aunque la función de esta estructura no está clara, las células de las esponjas, sin transmisión sináptica, se comunican mediante ondas de calcio y otros impulsos que intervienen acciones simples como la contracción del cuerpo entero.Otro método de comunicación entre células vecinas en esponjas es el transporte vesicular a través de regiones densas de las membranas celulares, portando iones y moléculas señalizadoras, pero sin función sináptica verdadera.

## Redes nerviosas
Las medusas, ctenóforos y animales relacionados poseen redes nerviosas dispersas en lugar de un sistema nervioso central. En la mayoría de las medusas, la red nerviosa se distribuye uniformemente por el cuerpo, mientras que en los ctenóforos, se concentra cerca de la boca. Estas redes están formadas por neuronas sensoriales que detectan señales químicas, táctiles y visuales, neuronas motoras que activan contracciones en la pared corporal y neuronas intermedias que detectan patrones de actividad en las neuronas sensoriales y envían señales a grupos de neuronas motoras como resultado. En algunos casos, estas neuronas intermedias se agrupan en ganglios discretos.
El desarrollo del sistema nervioso en radiados es relativamente desestructurado. A diferencia de los bilaterales, los radiados solo tienen dos capas celulares primordiales: endodermo y ectodermo. Las neuronas se generan a partir de un conjunto especial de células precursoras ectodérmicas, que también dan origen a otros tipos celulares ectodérmicos.

## Cordones nerviosos

Sistema nervioso de un animal bilateral, con un cordón nervioso y un "cerebro" en la parte frontal.

La gran mayoría de los animales actuales son bilaterales, es decir, tienen lados izquierdo y derecho que son imágenes similares la una de la otra. Se cree que todos los bilaterales descienden de un ancestro común con forma de gusano que apareció en el período criogénico, hace unos 700 o 650 millones de años.La forma corporal básica de los bilaterales es un tubo con una cavidad intestinal hueca desde la boca hasta el ano y un cordón nervioso con un ganglio especialmente grande en la parte frontal, denominado "cerebro".

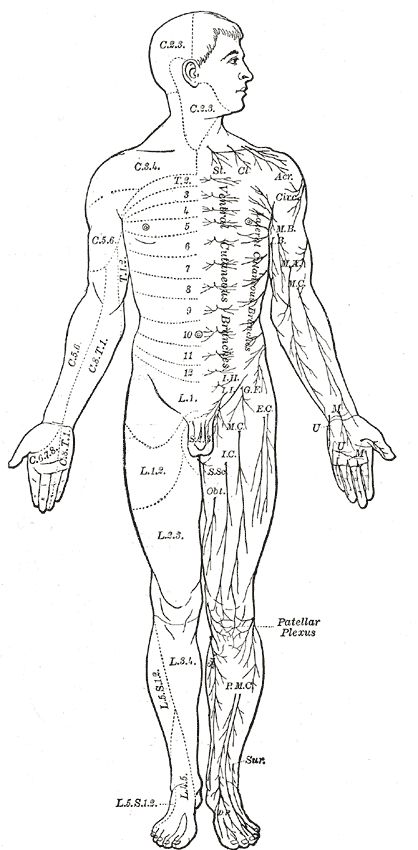
Área de la superficie corporal humana inervada por cada nervio espinal.

Incluso los mamíferos, incluidos los humanos, muestran el plan corporal segmentado de los bilaterales en el nivel del sistema nervioso. La médula espinal contiene una serie de ganglios segmentales, cada uno originando nervios motores y sensoriales que inervan una porción de la superficie corporal y la musculatura subyacente. En las extremidades, el patrón de inervación es complejo, pero en el tronco forma bandas estrechas. Los tres segmentos superiores corresponden al cerebro, dando lugar al prosencéfalo, mesencéfalo y rombencéfalo.
Según los eventos tempranos en el desarrollo embrionario, los bilaterales se dividen en dos grupos (superfilos) denominados protóstomos y deuteróstomos.Los deuteróstomos incluyen vertebrados, equinodermos y hemicordados (principalmente gusanos bellota). Los protóstomos, más diversos, abarcan artrópodos, moluscos y varios tipos de gusanos. Una diferencia básica entre ambos grupos es la ubicación del sistema nervioso, en el caso de los protóstomos, este cordón nervioso se encuentra en el lado ventral (generalmente inferior), mientras que en los deuteróstomos está en el lado dorsal (generalmente superior). Numerosos aspectos del cuerpo están invertidos entre ambos grupos, incluidos los patrones de expresión de génica que muestran una variación dorsoventral. Algunos anatomistas consideran que los cuerpos de protóstomos y deuteróstomos están "invertidos" entre sí, una hipótesis propuesta por Geoffroy Saint-Hilaire para los insectos en comparación con los vertebrados. Así, los insectos tienen cordones nerviosos en la línea media ventral, mientras que los vertebrados tienen médulas espinales en la línea media dorsal.Sin embargo, datos moleculares recientes rechazan este escenario y sugieren que los cordones nerviosos evolucionaron independientemente en ambos.

### Anélidos
Las lombrices de tierra poseen dos cordones nerviosos que recorren el cuerpo y se fusionan en la cola y la boca. Estos cordones están conectados por nervios transversales, como los peldaños de una escalera, que ayudan a coordinar ambos lados del animal. Dos ganglios en la cabeza funcionan como un cerebro simple. Fotoreceptores en los ojos del animal proporcionan información sensorial sobre luz y oscuridad.

### Nemátodos
El sistema nervioso de un gusano diminuto, el nemátodo Caenorhabditis elegans, ha sido mapeado hasta el nivel sináptico. Cada neurona y su linaje celular han sido registrados y la mayoría, si no todas, de las conexiones neurales son conocidas. En esta especie, el sistema nervioso es sexualmente dimórfico; los sistemas nerviosos de machos y hermafroditas difieren en el número de neuronas y grupos neuronales que realizan funciones específicas de cada sexo. En C. elegans, los machos tienen exactamente 383 neuronas, mientras que los hermafroditas tienen 302.

### Artrópodos

Anatomía interna de una araña, mostrando el sistema nervioso en azul.

Los artrópodos, como insectos y crustáceos, tienen un sistema nervioso compuesto por una serie de ganglios conectados por un cordón nervioso ventral formado por dos conectivos paralelos a lo largo del vientre.Típicamente, cada segmento corporal tiene un ganglio a cada lado, aunque algunos se fusionan para formar el cerebro y otros ganglios grandes. El segmento cefálico contiene el cerebro, también llamado ganglio supraesofágico. En el sistema nervioso de los insectos, el cerebro se divide anatómicamente en protocerebro, deutocerebro y tritocerebro. Detrás del cerebro está el ganglio subesofágico, compuesto por tres pares de ganglios fusionados, que controla las piezas bucales, las glándulas salivales y ciertos músculos. Muchos artrópodos tienen órganos sensoriales bien desarrollados, como ojos compuestos para la visión y antenas para la olfacción y detección de feromonas. La información sensorial de estos órganos es procesada por el cerebro.
En los insectos, muchas neuronas tienen cuerpos celulares en el borde del cerebro y son eléctricamente pasivos, sirviendo solo para soporte metabólico sin participar en la señalización. Una fibra protoplásmica se extiende desde el cuerpo celular y se ramifica profusamente, con partes que transmiten señales y otras que las reciben. Así, la mayoría del cerebro de los insectos tiene cuerpos celulares pasivos en la periferia, mientras que el procesamiento de señales ocurre en un entramado de fibras protoplásmicas llamado neuropilo, en el interior.

## Evolución de los sistemas nerviosos centrales

### Evolución del cerebro humano
Ha habido un aumento gradual en el volumen cerebral a medida que los ancestros de los humanos modernos avanzaron en la cronología de la evolución humana (Homininae), desde unos 600 cm³ en Homo habilis hasta 1736 cm³ en Neandertales, en general existe una correlación entre el volumen cerebral y la inteligencia.Sin embargo, el volumen cerebral de los Homo sapiens modernos es inferior a 1250 cm³, mientras que el de los neandertales supera esta cifra; las mujeres tienen un volumen ligeramente inferior al de los hombres y los homínidos de Flores (Homo floresiensis), apodados "hobbits", tenían una capacidad craneal de unos 380 cm³, aproximadamente un tercio del promedio del Homo erectus y considerado pequeño para un chimpancé. Se propone que evolucionaron de H. erectus por un caso de enanismo insular. A pesar de su cerebro tres veces menor, hay evidencia de que H. floresiensis usaba fuego y fabricaba herramientas de piedra tan sofisticadas como las de su presunto ancestro, H. erectus.Iain Davidson resume las restricciones evolutivas opuestas sobre el tamaño del cerebro humano como "Tan grande como necesites y tan pequeño como puedas".El cerebro humano ha evolucionado en respuesta a las necesidades metabólicas, ambientales y sociales que la especie ha enfrentado. A medida que las especies de homínidos desarrollaron mayor tamaño cerebral y capacidad de procesamiento, aumentó la necesidad metabólica general. Comparados con los chimpancés, los humanos consumen más calorías de origen animal que vegetal. Aunque no es definitivo, estudios sugieren que este cambio en la dieta se debe a la mayor necesidad de ácidos grasos, más abundantes en productos animales, esenciales para el mantenimiento y desarrollo cerebral. Otros factores incluyen la necesidad de interacción social y cómo los homínidos han interactuado con sus entornos a lo largo del tiempo.
La evolución del cerebro puede estudiarse mediante endocastos, en una disciplina que combina neurología y paleontología llamada paleoneurología.